# Gedenktag für die Opfer des SED-Unrechts
Der Gedenktag für die Opfer des SED-Unrechts ist ein Gedenktag in Thüringen, der jährlich am 17. Juni begangen wird. Er wurde unter Beteiligung der SED-Nachfolgepartei Die Linke durch die rot-rot-grüne Landesregierung im Jahre 2016 eingeführt. Mit der Erinnerung an eine Erhebung gegen Willkür und Diktatur solle der Einsatz für zivilgesellschaftliches Engagement gewürdigt und besonders der Toten gedacht werden.